# Quadrivitesse
En physique, en particulier en relativité restreinte et en relativité générale, la quadrivitesse d'un objet est un quadrivecteur généralisant le vecteur vitesse en mécanique classique.

## Introduction
La quadrivitesse est une des notions que le mathématicien et physicien allemand Hermann Minkowski (1864-1909) a introduites, dans le cadre de sa reformulation géométrique de la relativité restreinte d'Albert Einstein (1879-1955).
La quadrivitesse est ainsi désignée car elle est le quadrivecteur qui généralise la notion de vitesse de la mécanique newtonienne,.
Plus précisément, la quatrivitesse est un quadrivecteur :
- du genre temps[2],[6],[7],[8] car il est tangent à une courbe qui est elle-même du genre temps[1],[9] ;
- dirigé vers le futur[6],[7],[8] ;
- dont la pseudo-norme est égale à c, la vitesse de la lumière dans le vide[1].

En relativité restreinte, la quadrivitesse est définie comme la dérivée première de la quadriposition par rapport au temps propre,,. Une telle définition n'est pas valide en relativité générale car, dans ce cadre, le quadruplet de coordonnées permettant de repérer un événement ne forme pas un quadrivecteur.
La notion de quadrivitesse n'existe pas pour une particule de masse nulle car le temps propre d'une telle particule n'est pas défini.

### Mécanique classique
En mécanique classique, les événements sont décrits par leur position à chaque instant. La trajectoire d'un objet dans l'espace tri-dimensionnel est paramétrée par le temps. La vitesse classique est le taux de variation des coordonnées d'espace par rapport au temps et est tangente à sa trajectoire.
La trajectoire d'un objet dans un espace tridimensionnel est déterminée par une fonction vectorielle à trois composantes,{\displaystyle x^{i}(t),\;i\in \{1,2,3\}}, où chacune des composantes est fonction d'un temps absolu t:
{\displaystyle {\vec {x}}=x^{i}(t)={\begin{bmatrix}x^{1}(t)\\x^{2}(t)\\x^{3}(t)\\\end{bmatrix}}}
Où {\displaystyle x^{i}(t)} dénote les trois coordonnées spatiales de l'objet au temps t.
Les composantes de la vitesse classique {\displaystyle {\vec {u}}} au point p sont:
{\displaystyle {\vec {u}}=(u^{1},u^{2},u^{3})={\mathrm {d} {\vec {x}} \over \mathrm {d} t}={\mathrm {d} x^{i} \over \mathrm {d} t}=\left({\frac {\mathrm {d} x^{1}}{\mathrm {d} t}}\;,{\frac {\mathrm {d} x^{2}}{\mathrm {d} t}}\;,{\frac {\mathrm {d} x^{3}}{\mathrm {d} t}}\right)}
où les dérivées sont prises au point p. En d'autres termes, elle est la différence entre deux positions {\displaystyle \mathrm {d} x^{i}} divisée par l'intervalle de temps les séparant {\displaystyle \mathrm {d} t}.

### Théorie de la relativité
En théorie de la relativité, la trajectoire d'un objet dans l'espace-temps par rapport à un référentiel donné est définie par une fonction vectorielle à quatre composantes {\displaystyle x^{\mu }(\tau ),\;\mu \in \{0,1,2,3\}}, chacune d'entre elles dépendant d'un paramètre {\displaystyle \tau }, appelé temps propre de l'objet.
{\displaystyle \mathbf {x} =x^{\mu }(\tau )={\begin{bmatrix}x^{0}(\tau )\\x^{1}(\tau )\\x^{2}(\tau )\\x^{3}(\tau )\\\end{bmatrix}}={\begin{bmatrix}ct\\x^{1}(t)\\x^{2}(t)\\x^{3}(t)\\\end{bmatrix}}}

## Quadrivitesse en relativité restreinte

### Définition de la quadrivitesse
La quadrivitesse d'un objet est définie comme la tangente de sa ligne d'univers. Ainsi, un objet décrit par la ligne d'univers {\displaystyle \mathbf {x} (\tau )} aura une quadrivitesse définie comme :
{\displaystyle \mathbf {U} ={\frac {\mathrm {d} \mathbf {x} }{\mathrm {d} \tau }}=\left({\frac {\mathrm {d} x^{0}}{\mathrm {d} \tau }},{\frac {\mathrm {d} x^{1}}{\mathrm {d} \tau }},{\frac {\mathrm {d} x^{2}}{\mathrm {d} \tau }},{\frac {\mathrm {d} x^{3}}{\mathrm {d} \tau }}\right)}

### Composantes de la quadri-vitesse en relativité restreinte
De la dilatation du temps en relativité restreinte, on sait que {\displaystyle t=\gamma \tau \,} où {\displaystyle \gamma } est le facteur de Lorentz, défini comme {\displaystyle \gamma ={\frac {1}{\sqrt {1-{\frac {u^{2}}{c^{2}}}}}}} et u est la norme de la vitesse vectorielle classique {\displaystyle {\vec {u}}} supposée constante dans le temps : {\displaystyle u=||\ {\vec {u}}\ ||={\sqrt {(u^{1})^{2}+(u^{2})^{2}+(u^{3})^{2}}}}.
La relation entre la coordonnée temporelle {\displaystyle x^{0}} et le temps t est donnée par
{\displaystyle x^{0}=ct=c\gamma \tau \,}
En dérivant par rapport au temps propre {\displaystyle \tau \,}, on trouve
{\displaystyle U^{0}={\frac {\mathrm {d} x^{0}}{\mathrm {d} \tau \;}}=c\gamma }
En utilisant règle de dérivation en chaîne, pour {\displaystyle \mu =i=}1, 2, 3, on trouve
{\displaystyle U^{i}={\frac {\mathrm {d} x^{i}}{\mathrm {d} \tau }}={\frac {\mathrm {d} x^{i}}{\mathrm {d} x^{0}}}{\frac {\mathrm {d} x^{0}}{\mathrm {d} \tau }}={\frac {\mathrm {d} x^{i}}{\mathrm {d} x^{0}}}c\gamma ={\frac {\mathrm {d} x^{i}}{\mathrm {d} (ct)}}c\gamma ={1 \over c}{\frac {\mathrm {d} x^{i}}{\mathrm {d} t}}c\gamma =\gamma {\frac {\mathrm {d} x^{i}}{\mathrm {d} t}}=\gamma u^{i}}
où nous avons utilisé la définition de la vitesse classique
{\displaystyle u^{i}={dx^{i} \over dt}}
Ainsi, nous trouvons, pour la quadrivitesse {\displaystyle {U}}:
{\displaystyle {U}=\gamma \left(c,{\vec {u}}\right)}

### Vitesse propre
Les trois composantes spatiales de la quadrivitesse définissent la vitesse propre d'un objet, {\displaystyle {\vec {\eta }}=d{\vec {x}}/d\tau }, soit le taux de variation des coordonnées d'espace par rapport au temps propre.
En relativité restreinte, on a {\displaystyle {\vec {\eta }}=\gamma {\vec {u}}=d{\vec {x}}/d\tau }.

### Norme
La quadrivitesse étant un quadrivecteur, sa norme est un quadriscalaire, et donc invariante peu importe le choix de référentiel. Dans tous les référentiels, autant en relativité restreinte qu'en relativité générale, la pseudo-norme de la quadrivitesse est
{\displaystyle |{U}|={\sqrt {{U}*{U}}}={\sqrt {{\gamma }^{2}c^{2}-{\gamma }^{2}{u}^{2}}}={\sqrt {{\gamma }^{2}(c^{2}-u^{2})}}={\sqrt {\frac {c^{2}-u^{2}}{1-u^{2}/c^{2}}}}={\sqrt {\frac {c^{2}(c^{2}-u^{2})}{c^{2}-u^{2}}}}=c\,}
Ainsi, la pseudo-norme de la quadrivitesse est toujours égale à la vitesse de la lumière. On peut donc considérer n'importe quel objet massif comme se déplaçant dans l'espace-temps à la vitesse de la lumière.

### Cas d'un corps de masse nulle
Une particule de masse nulle est dotée d'une vitesse (classique) égale à la vitesse de la lumière : {\displaystyle \ v=c\;.} Dans ce cas la pseudo-norme de {\displaystyle \left({\frac {dx^{0}}{dt}};{\frac {dx^{1}}{dt}};{\frac {dx^{2}}{dt}};{\frac {dx^{3}}{dt}}\right)=(c;{\dot {x}};{\dot {y}};{\dot {z}})} est égale à {\displaystyle c{\sqrt {1-{\frac {v^{2}}{c^{2}}}}}=0\;}, constante indépendante du référentiel, c'est donc un quadrivecteur : les égalités établies pour un corps massif n'ont pas besoin de l'être pour un corps de masse nulle, et d'ailleurs ne le peuvent pas, le temps propre de ce corps étant nul ({\displaystyle \scriptstyle \ d\tau ={\sqrt {1-{\frac {v^{2}}{c^{2}}}}}.dt=0\;}).
De manière générale, l'égalité {\displaystyle \ c^{2}dt^{2}-dx^{2}-dy^{2}-dz^{2}=0} montre que tout paramètre {\displaystyle \ \lambda } peut être choisi pour paramétrer la trajectoire du corps car la « vitesse » {\displaystyle \scriptstyle V={\frac {dM}{d\lambda }}} ainsi obtenue a une pseudo-norme constante (nulle), et est donc un quadrivecteur : {\displaystyle \scriptstyle V^{i}.V_{i}=\left({\frac {cdt}{d\lambda }}\right)^{2}-\left({\frac {dx}{d\lambda }}\right)^{2}-\left({\frac {dy}{d\lambda }}\right)^{2}-\left({\frac {dz}{d\lambda }}\right)^{2}=0}.